# Voyelle ouverte postérieure non arrondie nasale
 (mai 2020).
Si vous disposez d'ouvrages ou d'articles de référence ou si vous connaissez des sites web de qualité traitant du thème abordé ici, merci de compléter l'article en donnant les références utiles à sa vérifiabilité et en les liant à la section « Notes et références ».
La voyelle ouverte (ou basse) postérieure non arrondie nasale est une voyelle utilisée dans peu de langues, dont le français. Son symbole dans l'alphabet phonétique international est [ɑ̃].

## Langues
- Français : banc [bɑ̃] (sauf au Québec où il est prononcé [ã] )
- Luxembourgeois : croissant [kʁwasɑ̃] « croissant »
- Wu : 囥 [kʰɑ̃˧˦] « cacher »